# Lijst van optredens op Pukkelpop
Hieronder volgt een overzicht van de optredens op het jaarlijkse Belgische muziekfestival Pukkelpop, eerst in Leopoldsburg, dan in Hechtel en vervolgens in het tot de stad Hasselt behorende gehucht Kiewit.

## 2025
(voorlopig aangekondigde namen, onder voorbehoud van eventuele wijzigingen)

### Vrijdag 15 augustus
Chappell Roan, Chase & Status, Oscar and the Wolf, Balu Brigada, Michael Kiwanuka, Pommelien Thijs, STONE, Jamie xx, Vampire Weekend, The Kooks, Montell Fish, Palaye Royale, High Hi, Amelie Lens, Rudimental, FLO, Isabel Larosa, I Hate Models, DJ Heartstring, Horsegiirl, DJ Gigola, Mogwai, High Vis, Karate, Bartees Strange, Ise, Been Stellar, I Prevail, The Linda Lindas, Clown Core, The Dare, Chloe Slater, Nieve Ella, BBY, So Good, Jyoty, Hamdi, Narciss e.a.

### Zaterdag 16 augustus
Macklemore, IDLES, Joost, The Last Dinner Party, Wallows, Ronnie Flex & The Fam, De Jeugd van Tegenwoordig, Khruangbin, Mk.gee, RY X, Paul Kalkbrenner, ANOTR, Amaarae, Elderbrook, Netsky, Sub Focus, Luude, Simula, Yard Act, Being Dead, DITZ, Kneecap, The Chats, Upchuck, The Chisel, DEADLETTER, Sofia Isella, Don West, Zinadelphia, Interplanetary Criminal, Effy, Swim e.a.

### Zondag 17 augustus
Queens of the Stone Age, Doechii, Papa Roach, Justice, Zwangere Guy, The Beaches, AURORA, Viagra Boys, Royel Otis, Suki Waterhouse, MEUTE, Jade, Used (live), Loreen, Sammy Virji, MALUGI, Mall Grab, Girls Don't Sync, The Murder Capital, Good Neighbours, The Joy, Yussef Dayes, Paleface Swiss, Counterparts, August Burns Red, Good Kid, Luvcat, Alameda, Maruja, La Lom, Lézard, Benwal, SimOne, Diffrent e.a.

## 2024

### Donderdag 15 augustus
Bizkit Park, Equal Idiots, Portland, Brihang, Coely, Cristian D, Gotu Jim, Flo Windey & Skyve, Primate B2B Captain Bass, Omdat het Kan & Average Rob, Klaps, Nina Black, Prinsezy, Tola OG, Boiler Boys, Meltheads, ILA, Aili, Bob uit Zuid, Hindu Radio DJ's, Olly Ameen, Séa, Violently Happy, Abeja Trax, Piaggio Disco Club, Milan Evens

### Vrijdag 16 augustus
Fred again.., Stormzy, Inhaler, Fontaines D.C., Black Box Revelation, 't Hof van Commerce, Jorja Smith, Soulwax, The Streets, Sylvie Kreusch, Dasha, Naft, Folamour, J Hus, Dizzee Rascal, Tom Grennan, Maisie Peters, DIKKE, Andromedik, Sigma (DJ Set), Dimension, Jarreau Vandal, Bavr, Manz, Flavour Drop, Hedex, The Kills, Romy, Thee Sacred souls, Artemas, Lola Young, Lander & Adriaan, Siegfried & Joy, DJ St. Paul, STAKE, SLIFT, BAD NERVES, Backxwash, Lip Critic, Big Special, Joy Anonymous, METTE, Blondshell, Wasia Project, Cellini (live), Stanislawa, MCR-T, KETTAMA, Flansie, DC Noises, Zouzibabe, Emilija

### Zaterdag 17 augustus
Charlotte de Witte, Sam Smith, Goldband, Flogging Molly, The Vaccines, Snelle, Berre, Skrillex, Raye, Amenra, Miles Kane, Grandson, The Atomic Orchestra, Stikstof, Killer Mike, Brutalismus 3000, Barry Can't Swim, S10, Confidence Man, Ki/Ki, Boys Noize, Solomun, Kevin De Vries, Amber Broos, Joyhauser B2B Space 92, Re-Type, Jeroen Delodder, Mount Kimbie, Baby Queen, Nation of Language, The Reytons, Wunderhorse, Ada Oda, Kawala, Eppo Janssen & Friends, Enter Shikari, Show Me The Body, Dead Poet Society, Crackups, Kleine Crack & Slagter, Yin Yin, Sextile, Model/Actriz, English Teacher, New West, Jazz Brak, Wisp, Hudson Mohawke B2B Nikki Nair, MALUGI, MEG10, Otis, DJ Shoplifter, Blck Mamba

### Zondag 18 augustus
Royal Blood, The Offspring, Electric Callboy, Merol, Becky Hill, Pommelien Thijs, Marc Rebillet, Rise Against, The Haunted Youth, MEAU, Ramkot, Overmono, Channel Tres, Sugababes, Jessie Murph, Kabin Crew, Indira Paganotto, Patrick Mason, Anetha, Pegassi, Odymel, Lilihell, Faisal, Crystal Fighters, Sampa the Great, Loverman, Future Utopia, Isaac Roux, Stijn Van de Voorde & Thibault Christiaensen, The Whatevers, Motionless in White, Lionheart, Hot Milk, Jesus Piece, MSPAINT, Hang Youth, Bolis Pupul, Glass Beams, Fat Dog, Chalk, Ão, Debby Friday, Julia Sabaté, Salute, l. Jordan, Ahadadream, Unos, Bibi Seck
Op 31 januari werden de eerste namen vrijgegeven. Twee dagen na de start van de ticketverkoop waren de combitickets uitverkocht.
Queens of the Stone Age, The Smile, Mannequin Pussy, Rachel Chinouriri, Nieve Ella, Yussef Dayes en Denzel Curry annuleerden.
Locatie: terreinen langs de Kempische Steenweg in Hasselt-Kiewit.

## 2023

### Donderdag 17 augustus
Black Box Revelation, blackwave., The Subs + special guests, The Boilerboys, The Hickey Underworld, Kwijt Trek Systeem, Tsar B, Omdat Het Kan & Average Rob,  Keyser, Olly Ameen, Wannes Lenaers, Hindu Radio DJ's, Andromedik, Flo Windey ft. Skyve, Ax Emblem, KRANKK, Hyalyte, PSYCHONAUT, freq444, Gomorris, Sophie Straat, $hirak, DC Noises, She The DJ

### Vrijdag 18 augustus
Billie Eilish, Yungblud, Years & Years, Aitch, Amelie Lens, Bazart, Boygenius, Fatima Yamaha, Froukje, Len Faki, M83, Moderat, Altın Gün, Rudeboy plays URBAN DANCE SQUAD feat. DJ DNA, Ascendant Vierge, Only The Poets, Brutus, Dorian Electra, Timmerman B2B Sara Dziri, DJ Fresh, Ilse Liebens & Nadiem Shah, Ezra Collective, Blawan, Nessa Barrett, Piri, ArtDee, Identified Patient, DIRK., TV Girl, DJ Heartstring, You Me at Six, Ethel Cain, FJAAK (dj set) Bob Vylan, MEMORO by Joyhauser (live), The Aces, Rolo Tomassi, DJ St Paul, Farrago, Asian Sal, Ploegendienst, Zulu, Hannah Grae, BLUAI, Jan Vercauteren, Black Leather Jacket, Royel Otis, Helena Lauwaert, sor, Ava Eva, Siegfried & Joy, EMJIE

### Zaterdag 19 augustus
Angèle, Anne-Marie, Limp Bizkit, 2manydjs, Ben Böhmer, Bicep (Live), Chase & Status (DJ set), Steve Lacy, Joji, Osees, Faisal, Nothing but Thieves, Rema, Jessie Ware, Sub Focus (dj set & id), Turnstile, Dry Cleaning, Amyl and the Sniffers, Bombay Bicycle Club, Pongo, Joost, Gryffin, Tarkastaja (Clouseau), Tom Odell, Stick to Your Guns, MUNA, ‘’][‘’\/\/(({O})) SSS}}{{EE\\_\\_, Luude, Nia Archives, Compact Disk Dummies, High Vis, RORI, Fousheé, Dave Okumu & The 7 Generations, Bou, Skin On Skin, Kanine, Eppo Janssen & Friends, Alice Longyu Gao, joe unknown, SHERELLE, Used, Nabihah Iqbal, Wunderhouse, Pinkshift, Waltur B2B Lolita, Julie, Prince S. en de geit, Peuk, Aquarian, Gotu Jim, The Priceduifkes, Bambii, Girls Don't Sync, Deijuvhs, Aroh, Mankiyan, BAVR

### Zondag 20 augustus
The Killers, Balthazar, Macklemore, Bonobo, Dropkick Murphys, Foals, King Gizzard & the Lizard Wizard, girl in red, Loyle Carner, Lil Tjay, Reinier Zonneveld (live), Zwangere Guy, Cordae, Brihang, Obongjayar, The Amazons, Mother Mother, Left Early Bird, Beartooth, Deki Alem, Michael Midnight, Crack Cloud, Dylan, Teki Latex, Trym, ADF Family, Anz, Giant Rooks, Bakar, Knocked Loose, Oliver Malcolm, Gurriers, Partiboi69, Kennyhoopla, flowerovlove, Mickael Karkousse, VTSS, X!NK, Yung Singh, Charlie Sparks, Emmy d'Arc, Destroy Boys, Pagassi, Scowl, séa, Captain Kaiser, Kids With Buns, Kafim, Stijn Van de Voorde & Thibault Christiaensen, Mab'ish
Florence and the Machine annuleerde.

## 2022

### Hear Hear
Op zondag 14 augustus, een week voor Pukkelpop,  organiseerde Pukkelpop een extra festival op het terrein genaamd Hear Hear:
Editors, Pixies, Liam Gallagher, The Avalanches (DJ Set), Thurston Moore Group, Balthazar, Future Islands, Squid, Strand of Oaks, Battles, Parquet Courts, Girls Against Boys, Kings of Convenience, Billy Nomates, Whispering Sons, Wolf Alice, Anna Calvi, Blood Red Shoes, Sons

### Pukkelpop
| Donderdag 18 augustus | Vrijdag 19 augustus | Zaterdag 20 augustus | Zondag 21 augustus |
| --- | --- | --- | --- |
| Amber Broos Ava Eva The Boilerboys Chibi Ichigo Cisco FM Coely De Serre Soundsystem Dikke Eva De Roo & Double D Froukje Gijs Cox Heideroosjes High Hi Hyalyte Jewels Kestified Kiani & His Legion Kwijt Trek System Marguillier Omdat Het Kan Soundsystem & Average Rob Stikstof Sylvie Kreusch Used Yong Yello | Slipknot Cypress Hill CamelPhat Goose James Blake Lil Uzi Vert Noisia (DJ set) Nothing but Thieves Pendulum (live) Rüfüs Du Sol Selah Sue Skepta Soulwax Tamino - - - - - - - - - - Alex G Alfred Anders Anfisa Letyago ArrDee Ashnikoo Bibi Seck Carolesdaughter Channel Tres Charlotte Adigéry Chuki Beats Dana Montana Declan McKenna De'Wayne Fleddy Melculy Ghostemane Giant Rooks Goldband Haai Hairbaby Hazard Hollow Coves Ilse Liebens Jordan Rakei Kevin King Hannah Klaps Kokoroko Lancey Foux Mahalia Merol Meyy Nosedrip Ogenn Omar Apollo Pa Salieu Pitou Romy S10 Sasasas Sega Bodega St. Panther The Haunted Youth Wargasm Wesley Joseph While She Sleeps Yu Su Young Thug Yussef Dayes | Tame Impala Charlotte de Witte AURORA Caribou Dave George Ezra Mall Grab Marc Rebillet Nina Kraviz The Opposites Paula Temple Sean Paul Underworld - - - - - - - - - - 100 Gecs 24KGoldn Al-Qasar Arlo Parks Authentically Plastic Ben Bertrand Bob Vylan Cellini Cleopatrick Clutch Christian D De Staat Elkka Eppo Janssen & Friends Fais le Beau For Those I Love Frank Carter & The Rattlesnakes Frenna Gayle Geese Go_A Headie One I-F IBE Ibeyi Indigo de Souza Job Jobse Joyhauser Jungle Justine Grillet Kamal Kamo Mphela Kelly Lee Owens KI/KI Kills Birds Killthelogo Krankk Lawrence Le Doux Little Simz Lola Haro Louis Vogue Mati Drome Mdou Moctar Mika Oki Mimi Webb Miss Angel Mooneye Niels Orens Noah Cyrus Overmono Palaye Royale PinkPantheress Séa Self Esteem Shame SPFDJ Tai Verdes The Clockworks The Murder Capital Tkay Maidza Viagra Boys Vieze Meisje Vukovi Wet Leg Yard Act | Arctic Monkeys Bring Me the Horizon Oscar and the Wolf Boys Noize Bright Eyes Central Cee Enrico Sangiuliano Four Tet Glass Animals H.E.R. Jack Harlow Kölsch Tom Misch Joost - - - - - - - - - - 2 Times Nothing AliA Anna Ashley Morgan Axel Haube Badbadnotgood BBNO$ Biesmans Cavetown Comité Hypnotisé Dehd Denis Sulta DIIV Donny Benet DUSHIME ECHT! Eefje de Visser Emma-Jean Thackray Eris Drew Fred again.. Girli Gus Dapperton Heisa Ho9909 Hot Milk Joey Valence & Brae Joy Crookes Kampire & Decay Koo KRANKk Lalma Lijpe M I M I Madba MEAU Meskerem Mees Michael Midnight Milo Meskens Moonchild Sanelly Naethan Newdad Nova Twins Nu Genea O'Flynn Remi Wolf Role Model Sad Night Dynamite Sea Girls Sigrid Slow Crush Sons of Kemet Stijn Van de Voorde & Thibault Christiaensen The Lathums Yooth |

King Gizzard & The Lizard Wizard, Gabriels, Madison Beer, Noah Cyrus, Self Esteem en Limp Bizkit annuleerden.

## 2021
Geen editie vanwege de coronapandemie.

## 2020
Geen editie vanwege de coronapandemie.

## 2019
Op donderdag 15 augustus is er de openingsparty.
| Donderdag 15 augustus | Vrijdag 16 augustus | Zaterdag 17 augustus | Zondag 18 augustus |
| --- | --- | --- | --- |
| Bizzey Black Box Revelation Gestapo Knallmuzik Glints Heideroosjes Laston & Geo Miss Angel Nadiem Shah Peuk Ruby Grace Skyve SONS TLP aka Troubleman The Van Jets | Post Malone The National Martin Solveig (live) Mura Masa blackwave Dermot Kennedy Franz Ferdinand James Blake Jauz Jon Hopkins (live) Modeselektor (live) Sigma Stormzy White Lies - - - - - - - - - - Agoria (live) Alison Wonderland Avalon Emerson Big Thief Clairo Crystal Fighters Ekali Flohio Frank Carter & The Rattlesnakes Harvey Sutherland Idles Job Jobse Joji Joost Kamaal Williams Loyle Carner Modestep (dj set) Nilüfer Yanya Pennywise Portland Raketkanon Sharon Van Etten slowthai Volvox Yves Tumor & It's Band | Tame Impala Royal Blood Anne-Marie The Black Madonna Chase & Status RTRN II JUNGLE (dj set) Eels Gossip Jorja Smith Mike D (dj set) Paul Kalkbrenner Sam Paganini Stephan Bodzin (live) The Streets - - - - - - - - - - Altın Gün Basement Brass Against Brutus Camo & Krooked (live) Cocaïne Piss Code Orange Equal Idiots Ezra Collective Franc Moody Frank Turner and the Sleeping Souls Honey Dijon Hot Chip Hunee De Jeugd van Tegenwoordig Life Meute Mini Mansions Palms Trax Parcels Penelope Isles Pond Pup Ross From Friends (live) Skegss Sohn The Chats The Story So Far The Subs Whitney | Twenty One Pilots Prophets of Rage The National Anderson Paak A Day to Remember Amelie Lens Billie Eilish Charli XCX Johnny Marr Kelis Pan-Pot Pennywise - - - - - - - - - - Anna Calvi Bamba Pana & Makaveli Bodega Bullet for My Valentine CamelPhat Cavetown Connan Mockasin Durand Jones & The Indications Fisher Ghostemane Good Charlotte Hyukoh I Don't Know How But They Found Me Jayda G Jeff Mills & Tony Allen Kate Tempest Kikagaku Moyo Macky Gee Pouya Princess Nokia Pvris Sango The Beths Tommy Genesis Two Feet Yeasayer |

## 2018
Op woensdag 15 augustus is er de openingsparty.
| Woensdag 15 augustus | Donderdag 16 augustus | Vrijdag 17 augustus | Zaterdag 18 augustus |
| --- | --- | --- | --- |
| Angèle Bearsøme The Boilerboys Coely Daniël Busser Diablo Blvd DIRK. Fleddy Melculy Gewelt B2B Konna De Jeugd van Tegenwoordig Nadiem Shah feat. MC Six Novastar Skyve feat. Eva De Roo Stijn Van de Voorde Timmerman TLP Warhaus Zwangere Guy | Arcade Fire The War on Drugs Dua Lipa Bonobo Charlotte de Witte Martin Solveig - - - - - - - - - - AURORA Bicep Brockhampton Circa Waves Death from Above Denis Sulta Dirty Projectors DJ Guv Eppo Janssen Flogging Molly Friction Geppetto & The Whales Glints Grizzly Bear Horse Meat Disco Ilse Liebens Jacin Trill James Holden & The Animal Spirits Jess Glynne Joyhauser Juicy Kelly Lee Owens Kiasmos Lauv Leafs M&T feat. MC MOTA Marcel Dettmann Nick Murphy Rag'n'Bone Man Rejjie Snow Shellac Thunderpussy Tom Trago Tourist LeMC Trixie Whitley Yonaka | Oscar and the Wolf N*E*R*D Goose Charlotte de Witte Incubus Sub Focus - - - - - - - - - - A-Trak Amber Run Amenra Benjamin Clementine Børns Call Super David August Deaf Havana Dimension Hazard Jax Jones JD McPherson John Maus Kodaline Madensuyu METZ Nothing but Thieves Rhye Riton & Kah-Lo Roméo Elvis Sofi Tukker Sons of Kemet The Sore Losers Steak Number Eight SYML Todiefor Warhola Yellow Days You Me at Six Yungblud | Kendrick Lamar Imagine Dragons Bazart Justice Kölsch Nina Kraviz - - - - - - - - - - $uicideboy$ A.M.C. & Turno AliA Awesome Tapes From Africa Bearcubs The Black Angels The Blaze Bram Willems Chase Atlantic Cigarettes After Sex Confidence Man DāM-FunK Ed & Kim Egyptian Lover George Fitzgerald Gogo Penguin J. Bernardt Jarreau Vandal B2B Faisal Jordan Rakei The Joy Formidable Jungle K1D King Gizzard & The Lizard Wizard King Tuff La Dispute Louis The Child Maribou State Marlon Williams Mauro & De Kempenzonen feat. Willy Sommers Michael Midnight Møme Noname Nosedrip Patrice Bäumel B2B Guy J Protomartyr Róisín Murphy Rolling Blackouts Coastal Fever Ron Gallo Ronnie Flex & Deuxperience RTTN feat. MC Seko Sleaford Mods Tamino Fever 333 The Prototypes feat. 2Shy Tiga Vitalic ODC Live Welshly Arms West Thebarton The Wombats |

Travis Scott, normaal gezien headliner van de vrijdag, annuleerde.

## 2017
Op woensdag 16 augustus is er de openingsparty.
| Woensdag 16 augustus                                                                         | Donderdag 17 augustus | Vrijdag 18 augustus | Zaterdag 19 augustus |
| -------------------------------------------------------------------------------------------- | --- | --- | --- |
| Boef Delv!s Kai Wén Kraantje Pappie The Lighthouse Tamino Skyve feat Eva De Roo Laston & Geo | ABRA Amelie Lens Beautiful Swimmers Ben Klock Cypress Hill Dave Clarke DC Salas Denzel Curry Donnie Eden Editors Enter Shikari Faces On TV Frances Gerd Janson b2b Prins Thomas Glints Intergalactic Lovers Interpol performing Turn on the Bright Lights James Marvel & MC Mota Jauz Jensen & Red D Jonna Fraser Joy Orbison Kollektiv Turmstrasse Kong & Gratts Konna Len Faki Lunice Mac DeMarco Moderat Mura Masa Mykki Blanco Nadiem Shah The Naked and Famous Omar Souleyman Peggy Gou Petit Biscuit PJ Harvey Ray BLK Raye Robert Hood Live Russ Ryan Adams Sigala Sigma Live Sigrid Stikstof Stormzy Strand of Oaks Tornado Wallace Ty Segall Vakula Vince Staples Watsky The xx Youngr | 2ManyDJs Live A Blaze of Feather The Amazons Anna of the North Antal Bastille Beesmunt Soundsystem Bjarki Bjeor Black Lips Boys Noize Live Clark Clean Bandit Dan Shake Elbow Emma Bale Fakear The Flaming Lips Forest Swords George Ezra Halsey Julia Jacklin London Grammar Macky Gee Mefjus feat. Maksim MC Mind Against Mondo Cozmo Mount Kimbie Mr. Oizo Newmoon Nicolas Jaar Nordmann Oh Wonder Oliver Heldens Palace Parov Stelar Parquet Courts Perfume Genius Richie Hawtin Close Rødhåd Sampha Sevn Alias The Shins STUFF. Supreems TLP Tove Lo Tycho Walking on Cars What So Not | Armand Van Helden b2b Jackmaster Arno Lemons & DTM Funk present DTM Lemons At the Drive-In BADBADNOTGOOD Bakermat Live Band of Horses Bear's Den Ben UFO Benji B Billy Talent Black Sun Empire & MC LowQui Broederliefde Car Seat Headrest Cashmere Cat Cocaïne Piss Culture Abuse D.D Dumbo Death Grips Delta Heavy feat. MC ID Doctrine Dub FX Faisal First Aid Kit Floating Points (solo live) Flume Fritz Kalkbrenner Gruppo di Pawlowski Hannah Faith Ho99o9 Jackmaster Jake Bugg Kiani & His Legion Lemaitre Marshmello Michael Midnight Migos Moose Blood Mumford & Sons Paul Kalkbrenner presents: Back To The Future Pixx Preoccupations Pvris Rachel Green Rise Against Shame Steak Number Eight Talaboman The Afghan Whigs The Pretty Reckless The Van Jets Vuurwerk Walshy Fire |

## 2016
Op woensdag 17 augustus was er de openingsparty waarbij enkel de Boiler Room, Booth en Castello geopend waren.
| Woensdag 17 augustus | Donderdag 18 augustus | Vrijdag 19 augustus | Zaterdag 20 augustus |
| --- | --- | --- | --- |
| Admiral Freebee The Boilerboys Faces On TV Frères Deluxe Gewelt Ilse Liebens Konna Laston & Geo Lee Davon Magnus Manoeuvres School is Cool | Basenji Battles Beach Slang Bent Van Looy Bibi Bourelly Big Sean Bloc Party Blues Pills Cage The Elephant Cassius Catfish and the Bottlemen Charlotte de Witte Chvrches Clutch Coely Detroit Swindle (live) Die Antwoord DJ Craze DJ Snake Drive Like Maria Dusky (live) Eagles of Death Metal Eclair Fifi Edward Sharpe and the Magnetic Zeros Ezra Furman Faisal Fence Fickle Friends Flatbush Zombies Flying Horseman The Front Bottoms Gavin James Good Charlotte Half Moon Run Hucci De Ideale Wereld The Japanese House Jarreau Vandal Jewels b2b Eagl Jonas Lion Joris Voorn The Kills Kiran Leonard The Last Shadow Puppets Le Motel Loco Dice Lola Marsh Martin Solveig Mastodon Matt Corby Maverick Mick Jenkins MK Nao The Neighbourhood Neurosis Nina Kraviz Oaktree Palms Trax Rihanna Robbing Millions RY X San Soda Sarah Hartman Sevdaliza Sleepers' Reign Snakehips Soldier's Heart State Champs STWO Swindle (Live) The Tallest Man on Earth Tkay Maidza TLP Tom Odell Twin Atlantic The Underachievers The Vryll Society Wantigga Warhaus Warpaint Whispering Sons Wolfmother Woodie Smalls | The Academic Alex Vargas Amongster Anne-Marie Annix Astronaute At the Gates Bafana Bazart Beaty Heart The Black Heart Rebellion Blaue Blume Bob Moses Borealis BOY Caspian Charlotte OC Chase & Status Live The Chemical Brothers Circa Waves Clap! Clap! Clear Season Comeback Kid Compact Disk Dummies Craig David's TS5 Crystal Castles Deez Nuts Dillon Francis DJ Fresh DMA'S Double Veterans Equal Idiots Fatima Yamaha Few Bits Glass Animals GoGo Penguin Hazard Hoodie Allen Hunee Hydrogen Sea Hypochristmutreefuzz Jack Garratt Jess Glynne Jillionaire Job Jobse Just Blaze Kaytranada Keys N Krates KiNK (Live) Let's Eat Grandma Local Natives Lukas Graham The Lumineers M&T ft. MC Mota M83 Marble Sounds Mura Masa Mutoid Man Nadiem Shah Noel Gallagher's High Flying Birds Noémie Wolfs NOFX Noisia 'Outer Edges' Opeth Rahaan Refused Róisín Murphy Romare Scuba Seratones Seth Troxler Show Me The Body Sleaford Mods Sleeping With Sirens Sophia Stick to Your Guns Sub Focus & MC ID SWMRS Tchami The Love Triangle Thee Oh Sees TroyBoi Tsar B Wanthanee White Miles Whitney | All Them Witches AlunaGeorge Âme Amelie Lens Anderson .Paak and The Free Nationals André Brasseur & Band Arbeid Adelt! Audion (Live) The Avener Biffy Clyro Brian Fallon & The Crowes Bring Me the Horizon Camo & Krooked (DJ Set) Compuphonic Damian "Jr. Gong" Marley De Sluwe Vos Dead! Defeater Denis Sulta Dotan Dreller Dua Lipa Echo Beatty Elias Ertebrekers Fleddy Melculy Frits Wentink George Fitzgerald Gnash Grandaddy Graveyard Hannah Wants Henry Rollins Spoken Word Hermitude Highly Suspect Hush Hefner HVOB The Internet Izzy Bizu Jamie Lidell Josef Salvat Julia Holter Kiani & His Legion King Gizzard & the Lizard Wizard Kong & Gratts LCD Soundsystem Liss Lone (Live) Marky Ramone's Blitzkrieg Max Jury Michael Midnight Miike Snow Minor Victories Mothers oRPHEU tHE Wizard Oscar and the Wolf Our Last Night Pendulum DJ Set & Verse Pomrad Prosumer Riton Russ SG Lewis Shanti Celeste Sharon Jones & The Dap-Kings Soulwax The Subs Sunset Sons Tale of Us TaxiWars The Temper Trap Thrice Tiggs Da Author Transviolet VANT Warhola Weval Zeds Dead ZwartWerk |

Afzeggingen: Halsey, Mura Masa, The Japanese House, Sharon Jones & The Dap-Kings, The Avalanches, Transviolet en Blaue Blume

## 2015
| Donderdag 20 augustus | Vrijdag 21 augustus | Zaterdag 22 augustus |
| --- | --- | --- |
| Architects Baauer Bad Breeding Beatsteaks Bleachers Boys Noize Brodinski presents Brava Cardiknox Charles Bradley & his Extraordinaires Chunk! No, Captain Chunk! Craze Curtis Harding Cymbals Eat Guitars De Sluwe Vos Live (Kontra Album Show) DJ Snake Django Django Dropkick Murphys Echosmith Enter Shikari Fakear Feder Flako Future Islands Gengahr George Ezra The Get Up Kids Ghost Culture Goldfox Hannah Wants Hudson Mohawke Live I Will, I Swear Interpol John Coffey Jurassic 5 Knife Party Kodaline Kygo Lido Limp Bizkit Linkin Park Machinedrum Mew Michael Kiwanuka Mr. Oizo Natalie Prass N'to Pissed Jeans PRhyme feat. Adrian Younge Rebel Sound Roots Manuva Rudimental Seasick Steve Shameboy Sigma Live Strand of Oaks The Story So Far Thomston Ty Dolla Sign | Above & Beyond Adam Beyer Atreyu Bastille Black Box Revelation Black Sun Empire & MC Lowqui Courtney Barnett Daniel Avery b2b Erol Alkan (dj-set) De Jeugd van Tegenwoordig Diplo The Districts DJ Mustard Duke Dumont Live Ellie Goulding Elliphant Father John Misty FFS (Franz Ferdinand & Sparks) Ganz Jamie xx John Talabot Karenn (Live) Len Faki Little Dragon Little Simz Major Lazer The Menzingers Mini Mansions Ought The Parov Stelar Band Passenger Porter Robinson (Live) Radkey Run The Jewels SPOR feat. Linguistics Trixie Whitley Twenty One Pilots The Upbeats | A-Trak All Time Low Allah-Las Bear's Den Benjamin Booker Charli XCX Critical Soundsystem feat Mefjus x Kasra x Enei The Dillinger Escape Plan Dolomite Minor Four Tet Garden City Movement Gorgon City Live Halestorm Howling James Blake Kate Tempest The Maccabees The Magician Manchester Orchestra Milk Teeth Netsky Odesza The Offspring Pond Raving George Ride Shadow Child Slaves Son Lux The Sore Losers The Subways Tale Of Us Tame Impala Tiga Live Todd Terje & The Olsens Truckfighters Tyler, The Creator Underworld Viet Cong The War On Drugs What So Not Wilkinson |

## 2014
| Donderdag 14 augustus | Vrijdag 15 augustus | Zaterdag 16 augustus |
| --- | --- | --- |
| Amatorski American Authors Amongster Atomic Bomb! The Music of William Onyeabor August Burns Red Black Cassette Black Lips Bombus Brihang Camo & Krooked present Zeitgeist Cashmere Cat Clean Bandit Crookers Cut Copy Dan Croll Deadmau5 Deafheaven Diablo Blvd Die Antwoord Disclosure Live Dr. Lektroluv Editors Ella Eyre Faul & Wad Ad Flume Folie Douce Forest Swords Frank Turner and The Sleeping Souls Fritz Kalkbrenner Gewelt Gogol Bordello Gorgon City Gruppo di Pawlowski GTA Hamilton Leithauser The Hell Hozier INVSN Janelle Monáe Jungle Kelela Klangkarussell Live The Kooks Kwabs The Kyle Gass Band Lagwagon Larry Gus Mac DeMarco Mad About Mountains Magnus Marmozets MØ Modeselektor DJ set Mumbai Science Nadiem Shah NOFX Oscar and the Wolf Ostyn OutKast Paul Woolford Perfect Pussy Redlight (Live) Ryan Hemsworth Say Lou Lou Slowdive The Spectors St. Lucia Stavroz The Strypes Temples To Kill a King Tonight Alive Vance Joy Wallace Vanborn Young Fathers | A Day to Remember Actress The Amazing Snakeheads Andy C Anti-Flag Arcane Roots Arches Balthazar Blaudzun The Bloody Beetroots Live The Bohicas Boy & Bear Breach dj set Cage the Elephant The Cat Empire Chlöe Howl Drenge Dub FX Duke Dumont Ed Sheeran First Aid Kit Flatcat The Flatliners DJ Fresh & Messy MC Gangthelabel Geppetto & The Whales The Hickey Underworld Icona Pop James Holden (Live) John Newman Joris Delacroix (DJ set) Kadavar Kaytranada Kenji Minogue King Dalton Kurt Vile & The Violators Lonely The Brave Lucius Macklemore & Ryan Lewis Madensuyu MK Modestep DJ set Mr. Polska XL My Little Cheap Dictaphone The National Neneh Cherry with Rocketnumbernine Nick Mulvey Nick Waterhouse Nina Kraviz Omar Souleyman Other Lives The Prospects Raving George Röyksopp & Robyn Do It Again Tour 2014 Rustie Sharon Van Etten Shlomo Solina Sub Focus Live Thurston Moore Tinie Tempah TLP Tom Odell Truckfighters Tubelight The Van Jets The War On Drugs Wild Beasts [Wovenwar [XXYYXX Young Buffalo Yung Lean & Sad Boys | Altrego Anna Calvi Arthur Beatrice Big Ups Bill Callahan Bo Saris Bring Me the Horizon BRNS Brody Dalle Buraka Som Sistema Calvin Harris Calyx & Tebee feat MC AD Chrome Brulée Darkside Dave Hause Deaf Havana Dirtyphonics Drumsound & Bassline Smith Live Dusky Eigen Makelij: Diamantairs x Tiewai Epica Evil Invaders Fink FKA Twigs Float Fall Foxy Lady & MC Elvee Francesco Rossi Glass Animals I Am Legion (Noisia x Foreign Beggars) Jake Bugg James Vincent McMorrow JFJ The Jillionaire Jimmy Eat World John Wizards Jonathan Wilson Kavinsky (Outrun Live) Kelis Kong Little Trouble Kids Mapei Marble Sounds Mat Zo Maybeshewill Michael Midnight Neck Deep The Neighbourhood Noisia Portishead PUP Queens of the Stone Age Red Fang Robbing Millions Rockwell School is Cool SecondCity Sigma Snoop Dogg AKA Snoop Lion Speedwagon & Stykz & Alert feat. MC Mota St. Vincent Submotion Orchestra Superdiscount 3 Live Sweethead Tensnake Touché Amoré Tourist Uncle Acid And The Deadbeats Willow You Me at Six Yuko |

afzeggingen: Of Mice & Men, Pendulum

## 2013
| Donderdag 15 augustus | Vrijdag 16 augustus | Zaterdag 17 augustus |
| --- | --- | --- |
| Eminem Nine Inch Nails Chase & Status Live Duck Sauce Fall Out Boy Deftones Nero Godspeed You! Black Emperor Hurts Kendrick Lamar Rudimental DJ set A-Trak Mac Miller TNGHT (Hudson Mohawke x Lunice) Johnny Marr Mark Ronson DJ set Baauer Miles Kane Imagine Dragons Alkaline Trio Villagers Araabmuzik Breakbot The Bronx The Parov Stelar Band Quicksand Crystal Fighters Solange School is Cool AlunaGeorge Glen Hansard Fucked Up Surfer Blood Dillon Francis Danny Brown Wilkinson Klangkarussell Phosphorescent Savages Bombino Just Blaze DJ Green Lantern Zebrahead Meuris Parquet Courts BADBADNOTGOOD Steak Number Eight Kate Boy Safi & Spreej The Menzingers The Happy Hawk Eyes The Mixfitz Allah-Las Charli XCX Vuurwerk Merchandise TLP Rainy Milo Float Fall Mikal Cronin The Whatevers Lowell Pomrad Few Bits Polaroid Fiction | The Prodigy Eels Boys Noize (dj set) James Blake DJ Fresh/Live Skunk Anansie Major Lazer Katy B The Magician Fun. Killswitch Engage Local Natives Girls in Hawaii Low Poliça SBTRKT dj set Bingo Players Zeds Dead Noah and the Whale Johnny Borrell & Zazou Daughter Mount Kimbie Proxy The Opposites Totally Enormous Extinct Dinosaurs TC Brand New Maya Jane Coles Frank Turner & The Sleeping Souls Unknown Mortal Orchestra Architects Chvrches We Came As Romans Duke Dumont Mala In Cuba MS MR Lucy Rose Twenty One Pilots Puggy The Pretty Reckless Dez Mona Gruppo di Pawlowski Yellow Claw The Courteeners Compact Disk Dummies Factory Floor RONE presents MODULE Toddla T Sound Slow Magic Raketkanon Little Green Cars Chuck Ragan Hazard SKATERS The Black Heart Rebellion Lord Huron Homer Cloud Boat Dope D.O.D. Cerebral Ballzy Dismantle The Oddword In The Valley Below Nina Nesbitt BRNS Psycho 44 Animal-Music Palm Reader Nadiem Shah | The xx Franz Ferdinand Paul Kalkbrenner Goose Knife Party The Knife Shaking The Habitual Show Triggerfinger Foals Alabama Shakes Regina Spektor Bat for Lashes Opeth Bonobo Noisia Mr. Oizo Crystal Castles Erol Alkan Jamie xx Midlake Lamb Of God Julio Bashmore !!! Haim Gojira Doctor P Friction Flosstradamus Kodaline Andy Burrows Noisettes I Am Kloot Foreign Beggars Waka Flocka Flame Filter Ben Pearce Cult of Luna RL Grime Redlight Your Demise The Soft Moon Mintzkov Holy Other Clock Opera Frightened Rabbit Baloji Mosca Oneman While She Sleeps Amenra Deap Vally Sir Yes Sir Bosnian Rainbows S O H N The Family Rain Jagwar Ma dans dans Pokey LaFarge Delv!s Gorgon City A.N.D.Y. Michael Midnight Robert DeLong The Sedan Vault Don Broco Spoil Engine San Cisco The Haxan Cloak Rhinos Are People Too Soldier's Heart Tout Va Bien |

afzeggingen: Neil Young, As I Lay Dying, Emmure, Matt Corby, The Child of Lov, Slayer, Rainy Milo, Solange, Soulwax, Frank Turner, Foreign Beggars, The Courteeners, XXYYXX en The Pretty Reckless

## 2012
| Donderdag 16 augustus | Vrijdag 17 augustus | Zaterdag 18 augustus |
| --- | --- | --- |
| Björk Snoop Dogg Bloc Party Netsky Live Santigold Feist Mark Lanegan Band The Gaslight Anthem Bush Nero dj set Apocalyptica Laurent Garnier LBS Nicolas Jaar Live Hot Chip Social Distortion Sub Focus Live Modestep Flux Pavilion Borgore Me First and The Gimme Gimmes Tinie Tempah Modeselektor Dada Life tUnE-yArDs The Horrors Example Dirtyphonics Zornik Of Monsters and Men Lianne La Havas Rustie (Live) High Contrast feat. Jessy Allen & Dynamite MC Frank Ocean Steak Number Eight The Big Pink Ghostpoet Vive la Fête Dorian Concept Labrinth Django Django De Mens Isbells Minus The Bear Creature with the Atom Brain Chromatics alt-J Young Guns Alberta Cross Rizzle Kicks The Bony King of Nowhere & Friends The Bots Bleed From Within KOAN Sound No Ceremony/// SCNTST The Zombie Kids Bowerbirds Mumbai Science The Jezabels Children of the Night Cloud Nothings The Computers Great Mountain Fire Touché Amoré Nobody Beats the Drum Bed Rugs Mad About Mountains White Rabbits TLP Clouds On Elektricity Glenn Claes Stay+ | The Stone Roses Lykke Li Keane The Afghan Whigs Chase & Status DJ Set and Rage Digitalism Live Martin Solveig Eagles of Death Metal Billy Talent Grandaddy Andy C: Alive] Knife Party Band Of Skulls Two Door Cinema Club James Blake DJ Maxïmo Park Good Riddance Crookers Carl Craig presents 69 live Goose Sam Sparro Camo & Krooked (Live) Charles Bradley & his Extraordinaires The Tallest Man On Earth Blood Red Shoes SebastiAn (Live) Fink Jakwob (Live) Customs Apparat Band Freaky Age Gorki Bassnectar Joy Orbison Brodinski Every Time I Die Len Faki letlive. Cancer Bats Pearson Sound Kap Bambino Pangaea Baroness Ben UFO Skindred Wallace Vanborn Sound Of Stereo (Live) Merdan Taplak The Walkmen Nina Kraviz Willis Earl Beal O'Brother Dog Is Dead Deaf Havana Doorly Breton Yashin We Are Augustines Friends Drive Like Maria Oberhofer Willy Moon Vondelpark The Me In You Com Truise Reiziger Pollyn Eptic AKS Live Raving George Geppetto & The Whales Zulu Winter FIDLAR Hong Kong Dong Trash Radio Miss Polska | Foo Fighters The Black Keys The Hives Magnetic Man A-Trak Wilco Refused Dizzee Rascal The Shins Miike Snow All Time Low Major Lazer Buraka Som Sistema Tiga Enter Shikari Diplo OFWGKTA Balthazar Jacques Lu Cont Benga Live The Cribs Gesaffelstein Live The Van Jets Ghost The Joy Formidable Sleigh Bells Ms. Dynamite SX Amatorski The Jim Jones Revue Stephen Malkmus and the Jicks Jef Neve 'Sons of the New World' Graveyard Feed Me Bob Mould Performs 'Copper Blue' The Antlers C2C Trash Talk Patrick Watson Diablo Blvd Fence Marco Z Pulled Apart By Horses Dry The River Loadstar (Live) Blawan Kiss the Anus of a Black Cat Troumaca Devil Sold His Soul Daughter Gemini Jessie Ware Jamie N Commons Ceremony Howler Flying Horseman P-Money Lower Dens Dillon Francis Coem Light Asylum Ego Troopers Disclosure Oscar and the Wolf Man without Country Ed & Kim |

## 2011
De 26ste editie van Pukkelpop begon op donderdag 18 augustus op de festivalsite in Kiewit en zou duren tot zaterdag 20 augustus. Op de eerste dag vielen vier doden en ruim 140 gewonden door noodweer dat over het festivalterrein trok. Hierna werd het festival afgelast. Een week later overleed nog een iemand aan zijn/haar verwondingen.
De eerste namen werden bekendgemaakt op 26 april. De eerste 3 headliners waren Foo Fighters op donderdag, Eminem op vrijdag en dEUS op zaterdag.
Daarnaast stonden ook volgende artiesten op de affiche:
And You Will Know Us By The Trail Of Dead, A-Trak, Adept, Andy C & MC GQ, Anna Calvi, Apocalyptica, As I Lay Dying, The Antlers, Benga & Skream ft. Youngman, Benny Benassi, Birdy Nam Nam, Bleed From Within, Blonde Redhead, Raving George, The Bloody Beetroots Death Crew 77, Bonobo, Borgore, The Bouncing Souls, Breakage Live Feat Jess Mills, Bring Me the Horizon, Bullet for My Valentine, Busy P, Calvin Harris (dj set), Camo & Krooked, Canblaster, Carte Blanche, Cassius (dj set), Congorock, Crookers, Crystal Castles, Danny Byrd, Dave Clarke, Deftones, Devil Sold His Soul, DJ Fresh, Dorian Concept, Drop the Lime, Dry The River, Duck Sauce, Eliza Doolittle, Emalkay, Example, Explosions in the Sky, Face To Face, Feadz, Fenech Soler, Fleet Foxes, Gay for Johnny Depp, Gesaffelstein, Good Charlotte, Hudson Mohawke, The Horrors, James Blake, Jamie Woon, Japanese Voyeurs, Jose James, Kasabian, Little Dragon, Lykke Li, Mark Ronson & The Business Intl, Mayer Hawthorne & The County, Miles Kane, Modestep, Mount Kimbie, Nero, New Found Glory, No Use For A Name, Noah and the Whale, Noisettes, The Naked And Famous, OFF!, The Offspring, Patrick Wolf, Paul Kalkbrenner, Planning to Rock, Ramadanman aka Pearson Sound, The Raveonettes, Rise Against, Rustie, Sebadoh, SebastiAn, The Shoes, Skrillex, Skunk Anansie, The Streets, Stromae, The Subs, Suicidal Tendencies, Thirty Seconds to Mars, Title Fight, Trentemøller, Trophy Wife, Untold, The View, Warpaint, Wild Beasts, Wolf People, Wu Lyf, Yashin, Yellowcard, Your Demise en Yuck.

## 2010
De 25e verjaardag-editie van Pukkelpop vond plaats van 19 tot 21 augustus op de festivalsite in Kiewit. Voor het eerst in het bestaan was het festival uitverkocht en dit een maand op voorhand. Op 30 maart werden de eerste namen vrijgegeven. De volgende artiesten traden op:

### Donderdag 19/08
Placebo, Iron Maiden, Blink-182, The Kooks, The Flaming Lips, Laurent Garnier, Seasick Steve, Mark Lanegan, Groove Armada, Goldfrapp, Kelis, Band of Horses, Gojira, Steve Aoki, Black Rebel Motorcycle Club, Chase & Status Live, Danko Jones, Laidback Luke, De Jeugd van Tegenwoordig, All Time Low, Noisia, Fat Freddy's Drop, Biffy Clyro, Band of Skulls, Jack Beats, Minus the Bear, Meuris, Miike Snow, Stornoway, Ellie Goulding, Shameboy, Fuck Buttons, These New Puritans, Benny Benassi, Mintzkov, Kylesa, Lonelady, Girls, And So I Watch You From Afar, Darwin Deez, Jamaica, L-VIS 1990, The Bear That Wasn't, School is Cool, Blue October, Chapel Club, French Horn Rebellion, Kapitan Korsakov, Frightened Rabbit, Netsky, Eat Lions, Tinie Tempah, VILLA, Megafaun, Jakwob

### Vrijdag 20/08
Snow Patrol, The Prodigy, deadmau5, Limp Bizkit, The xx, The Bloody Beetroots, Eels, Kele, Plastikman, Mumford & Sons, NOFX, Blood Red Shoes, Kate Nash, The Cribs, Diplo, The Black Box Revelation, Foals, Fake Blood, White Lies, Major Lazer, Magnetic Man, Henry Rollins Spoken Word, Hot Chip, Digitalism, Beach House, You Me at Six, Boris Dlugosch, Four Tet, Local Natives, Aeroplane, Holy Fuck, Laura Marling, Nero, Skindred, Isbells, Marina & The Diamonds, Dez Mona, Parkway Drive, Sound Of Stereo, The Van Jets, Matt & Kim, Flip Kowlier, Speech Debelle, Everything Everything, 3OH!3, Pulled Apart By Horses, The Tallest Man on Earth, The Soft Pack, General Fiasco, Riva Starr, Superlijm, Avi Buffalo, Ou Est Le Swimming Pool, We Have Band, Harvey Quinnt, The Tellers, Hurts, Funeral Party

### Zaterdag 21/08
Queens of the Stone Age, 2manydjs, Soulwax, Jónsi, Boys Noize, Pendulum, Serj Tankian, Yeasayer, Erol Alkan, Goose, The National, Gogol Bordello, The Aggrolites, Die Antwoord, The Drums, D.I.M., The Low Anthem, Flying Lotus, Two Door Cinema Club, Caribou, Ash, Jaga Jazzist, Uffie, The Toy Dolls, Proxy, Au Revoir Simone, Switch, Balthazar, OK Go, Djedjotronic, Ill Niño, Martyn, Fanfarlo, Caspa & MC Rod Azlan, Les Petis Pilous, High Contrast, Housemeister, Sleepy Sun, Joker & MC Nomad, Renaissance Man, Against Me!, Kitty, Daisy & Lewis, The go find, Nosaj Thing, Cymbals eat Guitars, Vermin Twins, Washed Out, Alain Johannes, Dominique Young Unique, Surfer Blood, Paranoiacs, The Bookhouse Boys, Toro y Moi, Drums Are for Parades, The Sore Losers.
Locatie: terreinen langs de Kempische Steenweg in Hasselt-Kiewit.

## 2009

### Polsslag
zaterdag 2 mei, Grenslandhallen Hasselt
Dizzee Rascal, Peter Doherty, Crookers, Mr Oizo, Tiga, Yeah Yeah Yeahs, Booka Shade, Fever Ray, Fischerspooner, De Jeugd van Tegenwoordig, Birdy Nam Nam, SebastiAn, The Rakes, The Temper trap, Noisettes, The Von Bodies, Fake Blood, Shearwater, A Trak, DJ Mehdi, The Juan Maclean, Murdock, Moderator, Ed & Kim

### Pukkelpop

#### Donderdag 20/08
| Main Stage    | Marquee                          | Dance Hall                 | The Shelter             | Boiler Room          | Club           | Chateau          | Wablief?                 |  |
| ------------- | -------------------------------- | -------------------------- | ----------------------- | -------------------- | -------------- | ---------------- | ------------------------ |  |
| Faith No More | My Bloody Valentine              | Crookers                   | Cavalera Conspiracy     | Andy C & MC GQ       | Zero 7         | The Black Angels | Merdan Taplak            |  |
| The Offspring | Beirut                           | Booka Shade (live)         | Opeth                   | Eric Prydz           | Ladyhawke      | DeVotchKa        | Freaky Age               |  |
| Deftones      | Them Crooked Vultures            | Simian Mobile Disco (live) | Thursday                | Dr. Lektroluv        | Grizzly Bear   | Andrew Bird      | The Sedan Vault          |  |
| Razorlight    | Wilco                            | Zombie Nation              | Bring Me the Horizon    | Busy P               | La Roux        | Soap&Skin        | The Bony King of Nowhere |  |
| Maxïmo Park   | Dizzee Rascal                    | Yuksek                     | Rival Schools           | Magnus (dj)          | Passion Pit    | Port O'Brien     | Krakow                   |  |
| Paolo Nutini  | Bon Iver                         | Asher Roth                 | Zebrahead               | Sub Focus & MC Jakes | The Big Pink   | Jon Hopkins      | The Galacticos           |  |
| Ghinzu        | Shantel & Bucovina Club Orkestar | The Subs                   | The Ghost of a Thousand | Aeroplane DJ Set     | Golden Silvers | James Yuill      | Tomàn                    |  |
| The Twang     | Howling Bells                    | The Juan MacLean           | This City               | LA Riots             | Selah Sue      | Vetiver          | Markus Birdman           |  |
| The Maccabees | Expatriate                       | Amanda Blank               | Campus                  | Sound of Stereo      | Baddies        | The Invisible    | Adam Bloom               |  |
|               |                                  |                            |                         |                      |                |                  | Neveneffecten + Lunatics |  |

#### Vrijdag 21/08
| Main Stage            | Marquee                  | Dance Hall         | The Shelter                  | Boiler Room                    | Club                     | Chateau             | Wablief?!        |
| --------------------- | ------------------------ | ------------------ | ---------------------------- | ------------------------------ | ------------------------ | ------------------- | ---------------- |
| Kraftwerk             | dEUS                     | Vitalic            | Hank III & Assjack           | Mish Mash Soundsystem          | Blood Red Shoes          | Black Lips          | Stijn            |
| Placebo               | Fever Ray                | Squarepusher       | The Get Up Kids              | The Bloody Beetroots           | The Black Box Revelation | Crystal Antlers     | Sukilove         |
| Snow Patrol           | Vampire Weekend          | Birdy Nam Nam      | The Jesus Lizard             | MSTRKRFT                       | Patrick Wolf             | Health              | HairGlow         |
| The Ting Tings        | Glasvegas                | Alter Ego          | The Living End               | Grooverider & MC ID            | The Hickey Underworld    | Kap Bambino         | Drive Like Maria |
| Air Traffic           | The Airborne Toxic Event | Buraka Som Sistema | Future of the Left           | The Count & Sinden             | The Virgins              | Bill Callahan       | Madensuyu        |
| Eagles of Death Metal | Puppetmastaz             | Paul Kalkbrenner   | A Place To Bury Strangers    | Fake Blood                     | Ebony Bones!             | The Chapman Family  | Customs          |
| New Found Glory       | Alberta Cross            | Waxdolls           | And So I Watch You From Afar | Kissy Sell Out                 | Fight like Apes          | Bombay Bicycle Club | Vegas!           |
| Metric                | Delphic                  |                    |                              | Brookes Brothers               | Yuko                     | The Gay Blades      | Alex Agnew       |
| Das Pop               |                          |                    |                              | Congorock vs His Majesty Andre |                          |                     | Xander De Rycke  |
|                       |                          |                    |                              | Partyharders Squad             |                          |                     |                  |

#### Zaterdag 22/08
| Main Stage      | Marquee               | Dance Hall                           | The Shelter   | Boiler Room       | Club                               | Chateau                            | Wablief?!                    |
| --------------- | --------------------- | ------------------------------------ | ------------- | ----------------- | ---------------------------------- | ---------------------------------- | ---------------------------- |
| Arctic Monkeys  | dEUS                  | Tocadisco                            | Life of Agony | Ed & Kim          | Tortoise                           | Moderat                            | Daan                         |
| N*E*R*D         | Klaxons               | Martin Solveig                       | Mad Caddies   | Dave Clarke       | Little Boots                       | Magnetic Man feat Skream and Benga | Nid & Sancy                  |
| 50 Cent         | The Whitest Boy Alive | Luciano presents AEther              | Hayseed Dixie | Ellen Allien      | Florence and The Machine           | The Bug                            | Nitebytes                    |
| Dinosaur Jr.    | Enter Shikari         | Peaches                              | Rolo Tomassi  | Brodinski         | Hanne Hukkelberg                   | Fennesz                            | White Circle Crime Club      |
| Anti-Flag       | Deerhunter            | Yo Majesty                           | The Blackout  | Ed Rush & Optical | Gang Gang Dance                    | Rusko Live                         | Creature with the Atom Brain |
| Absynthe Minded | Jack Peñate           | The Glimmers present Disko Drunkards | Spoil Engine  | Steve Aoki        | Micachu & The Shapes               | Hudson Mohawke                     | Team William                 |
| The Rifles      | The Temper Trap       | Tommy Sparks                         | Diablo Blvd.  | Don Rimini        | Edward Sharpe & The Magnetic Zeros | Shadow Dancer                      | Gunter Lamoot                |
|                 | Dead Confederate      | Le Corps Mince de Françoise          |               | Noisia            | The Beautiful Taste                | Telepathe                          | Iwein Segers                 |
|                 |                       |                                      |               | Rave Our Souls    |                                    |                                    | Katinka Polderman            |

Locatie: terreinen langs de Kempische Steenweg in Hasselt-Kiewit.

## 2008

### Polsslag
zaterdag 19 april, Grenslandhallen Hasselt
The Breeders, José Gonzalez, Angels & Airwaves, Millencolin, the ting tings, Alter Ego (live), Erol Alkan, Boys Noize, Anthony Rother (live), Blonde Redhead, Pendulum DJ set feat MC Verse, Carl Craig, Cassius Dex 'n' FX, Modeselektor (live) & Pfadfinderei, Mstrkrft (DJ set), Infadels (live), DJ Mehdi, Dr. Lektroluv, Isis, Mindless Self Indulgence, Samim & Miguel Toro (Percussion), The Bloody Beetroots, Foals, Goose, Holy Fuck, iLIKETRAINS, Devastations

### Pukkelpop

#### Donderdag 14/8
| Main Stage       | Marquee               | Dance Hall           | The Shelter        | Boiler Room             | Club                            | Chateau                     | Wablief?!                 |
| ---------------- | --------------------- | -------------------- | ------------------ | ----------------------- | ------------------------------- | --------------------------- | ------------------------- |
| The Killers      | The Flaming Lips      | Stereo MC's          | Soulfly            | Carl Craig              | The Ting Tings                  | Holy Fuck                   | The Subs                  |
| Róisín Murphy    | Mercury Rev           | Pendulum             | Thrice             | High Contrast + MC Wrec | Iron & Wine                     | Drive-By Truckers           | De Jeugd van Tegenwoordig |
| Editors          | Ian Brown             | Hot Chip             | The Casualties     | SebastiAn               | Hadouken!                       | Henry Rollins (spoken word) | aka The Junkies           |
| Dropkick Murphys | Joan As Police Woman  | Tricky               | Black Light Burns  | Switch                  | British Sea Power               | White Lies                  | Headphone                 |
| Serj Tankian     | Dirty Pretty Things   | Infadels             | Animal Alpha       | DJ Mehdi                | One Night Only                  | Menomena                    | Freaky Age                |
| Danko Jones      | The Cribs             | Santogold            | The Unseen         | Uffie & Feadz           | Soko                            | Little Dragon               | Le Le                     |
| Amy Macdonald    | The Pigeon Detectives | Sam Sparro           | Have Heart         | TC                      | Joe Lean and The Jing Jang Jong | The Like                    | MaxNormal.TV              |
| The Subways      | Kaizers Orchestra     | Midnight Juggernauts | Hi Fi Handgrenades | Headman                 | Louis XIV                       | Kid Harpoon                 | The Germans               |
| Triggerfinger    | Die! Die! Die!        | The Shoes            | Disco Ensemble     | Compuphonic             | Red Light Company               | A Mountain of One           | Motek                     |

#### Vrijdag 15/8
Metallica - Within Temptation - Tindersticks - Michael Franti and Spearhead - Boys Noize - Ricardo Villalobos - Miss Kittin & The Hacker (live) - Alkaline Trio - The Gutter Twins - The Breeders - Diplo - Robyn - Modeselektor & Pfadfinderei - Sons And Daughters - Martina Topley-Bird - DJ Hype & Daddy Earl - Cult of Luna - Does It Offend You, Yeah? - Volbeat - MxPx - The Count & Sinden (live)- A Wilhelm Scream - Mindless Self Indulgence - The Futureheads - OneRepublic - The Dø - Tunng - Get Cape. Wear Cape. Fly - Tokyo Police Club - Surkin - Los Campesinos! - Dusty Kid (live) - Nina Nastasia - Radioclit - Lightspeed Champion - Witchcraft - Yuksek (live) - Brodinski - Year Long Disaster - Chase & Status - Kitty, Daisy & Lewis - Pete & The Pirates - The Dodos - State Radio - El Guincho - Caribou

#### Zaterdag 16/8
Sigur Rós - Bloc Party - Soulwax - 2 Many DJs - Stephen Marley - Plain White T's - The Wombats - Etienne de Crecy (live) - Neurosis - Killswitch Engage - Simian Mobile Disco (live) - A Brand- The Dresden Dolls - Anti-Flag - Less Than Jake - Jamie Lidell - Hercules and Love Affair - Dr. Lektroluv - Elbow - The National - MGMT - We Are Scientists - Black Kids - As I Lay Dying - DJ Friction - Junkie XL - Klaxons DJ Set (Jamie Reynolds) - Epica - Yeasayer - Late Of The Pier - This Is Menace - Tocadisco - Two Gallants - Yelle - Crystal Castles - Black Mountain - A-Trak - Kid Sister - M83 - Lykke Li - Samim and Miguel Toro (Percussions) live - Alela Diane - Chrome Hoof - Benga - The Heavy - The Ocean - Dan Le Sac vs Scroobius Pip - Crookers - The Bloody Beetroots - Shackleton - Girl Talk - Dan Deacon - Fuck Buttons - XX Teens - Pivot - The Whip - The Rones - Monza - Roadburg
Locatie: terreinen langs de Kempische Steenweg in Hasselt-Kiewit.

## 2007

### Donderdag 16/8

#### Main Stage
Basement Jaxx, Kaiser Chiefs, Iggy and the Stooges, Fall Out Boy, Editors, Eagles of Death Metal, Gogol Bordello, Silversun Pickups

#### Marquee
Soulfly, Devendra Banhart, Rodrigo y Gabriela, I'm From Barcelona, Rilo Kiley, The Cribs, The Twang, Seasick Steve

#### Dance Hall
Digitalism, M.I.A., Dizzee Rascal, The Go! Team, Zombie Nation, Baloji, Bonde Do Role, Nid & Sancy

#### Skate Stage
La Coka Nostra, Ignite, Hayseed Dixie, The Blackout, The Fire, The Draft, Peter Pan Speedrock

#### Boiler
Ed & Kim, Tiga, The Glimmers, Boys Noize, Riton, Gildas & Masaya, SebastiAn, Dominik Eulberg, Deetron

#### Club
Low, Battles, Jamie T, Just Jack, The Pigeon Detectives, 1990s, Polytechnik, Lo-Fi-Fnk

#### Chateau
Architecture in Helsinki, Balkan Beat Box, My Brightest Diamond, Jack Peñate, Willy Mason, Liars, Apse

#### Wablief
Buscemi, Fixkes, Sharko, Black Box Revelation, Arquettes, Rye Jehu, Tomàn, Larsson, Alex Agnew, Damian Clark, Freddy De Vadder

### Vrijdag 17/8

#### Main Stage
Smashing Pumpkins, Arcade Fire, Chris Cornell, The Hives, Within Temptation, Funeral For A Friend, The Enemy, The Van Jets

#### Marquee
Dinosaur Jr., Sophia, Flip Kowlier, Badly Drawn Boy, The View, The Rifles, Biffy Clyro, Art Brut, Nosfell

#### Dance Hall
Groove Armada, Laurent Garnier, UNKLE, Cansei de Ser Sexy, Black Strobe, Matthew Dear's Big Hands, Reverend and the Makers, Shameboy

#### Skate Stage
Turbonegro, Juliette and the Licks, Brand New, The Black Dahlia Murder, Beatsteaks, The Academy Is..., Cobra Starship, Starfucker

#### Boiler
Cosy Mozzy, Collabs Session featuring Chris Liebing and Speedy J, DJ Jazzy Jeff, James Holden, MSTRKRFT, DJ Marky, Uffie & DJ Feadz, Cajuan

#### Club
Alex Gopher, Patrick Wolf, The Noisettes, Pop Levi, Matt and Kim, Mintzkov, Bedouin Soundclash, Devotchka

#### Chateau
Mouse On Mars, The Besnard Lakes, Apparat, Various, Skream, Fridge, Fujiya & Miyagi, Milanese

#### Wablief
Mud Flow, El Guapo Stuntteam, Triggerfinger, Henry Rollins, Dez Mona, Prima Donkey, Jerboa, Xander De Rycke, Philippe Geubels, TMAS

### Zaterdag 18/8

#### Main Stage
Tool, Nine Inch Nails, Ozark Henry, Kings of Leon, The Streets, Public Rush, Enter Shikari, Sparta

#### Marquee
Sonic Youth, LCD Soundsystem, CocoRosie, Silverchair, The Shins, Albert Hammond Jr, The Rakes, Hellogoodbye

#### Dance Hall
Erol Alkan, Goose, Justice, Cassius, Trentemøller, Booka Shade, New Young Pony Club

#### Skate Stage
STAB, Madball, Mad Caddies, Lacuna Coil, Enter Shikari, From Autumn To Ashes, Fear Before The March Of Flames, The End, Heavy Heavy Low Low, Morda

#### Boiler
DJ 4T4, Felix Da Housecat, Andy C, Armand Van Helden, DJ Leno, Agoria vs Oxia, Monica Electronica

#### Club
...And You Will Know Us by the Trail of Dead, The Sounds, The Whitest Boy Alive, Bromheads Jacket, 120 Days, Voxtrot, Home Video

#### Chateau
Benga, Woven Hand, Hanne Hukkelberg, Spoon, Loney, Dear, Kate Nash, Arbouretum, Patrick Watson, The Bony King of Nowhere

#### Wablief
Absynthe Minded, Hollywood Porn Stars, Krakow, The Tellers, White Circle Crime Club, Soapstarter, Neveneffecten, Marc Blake, Bas Birker
Locatie: terreinen langs de Kempische Steenweg in Hasselt-Kiewit.

## 2006

### Donderdag 17/8

#### Main Stage
Radiohead, Beck, Snow Patrol, Babyshambles (afgezegd), The Magic Numbers, Infadels, Gomez, Morningwood

#### Marquee
Turbonegro, My Morning Jacket, We Are Scientists, Orson, José González, Morning Runner, Guillemots, My Latest Novel, Animal Alpha

#### Dance Hall
Cassius (DJ Set), DJ Shadow, Zero 7, The Knife, Shameboy, Mocky, Jerboa, Tortured Soul

#### Skate Stage
Sick Of It All, Mastodon, Flatcat, CKY, The Bled, Rise And Fall, You Say Party! We Say Die!, Planes Mistaken For Stars

#### Boiler
Tiga, Grooverider, Dr. Lektroluv, James Holden, Tom Middleton, Boys Noize, The Subs

#### Club
Nouvelle Vague, Regina Spektor (afgezegd), Mew, Delays, The Veils, The Dead 60s, Field Music, Tunng

#### Wablief
A Brand, Sweet Coffee, The Internationals, The Real Estate Agents, Sukilove, Chris Wood, Skeemz, The Hickey Underworld

### Vrijdag 18/8

#### Main Stage
Massive Attack, Keane, The Raconteurs, Millencolin, Scissor Sisters, Michael Franti & Spearhead, Urban Dance Squad, Feeder, Mint

#### Marquee
Ministry, The Twillight Singers feat. Greg Dulli & Mark Lanegan, The Frames, The Dresden Dolls, Dirty Pretty Things, The Dears, Gogol Bordello, Forward Russia!, Archie Bronson Outfit

#### Dance Hall
Dave Clarke, Rolando, Colder, Andrew Weatherall, Black Strobe, DJ Kammy, Anthony Rother, Carl Craig, DK7, Joost van Bellen

#### Skate Stage
Fear Factory, Hawthorne Heights, Randy, Enigk, Jerem, Burst, Less Than Jake, Blindside, The Setup

#### Boiler
Roni Size/Dynamite MC, DJ Krust, Digitalism, Jan Van Biesen, Mstrkrft, Level Jay

#### Club
TV on the Radio, An Pierlé & White Velvet, Be Your Own Pet, The Spinto Band, Duels, White Rose Movement, The Pipettes, Psapp

#### Wablief
Flipo Mancini, The Rones, Perverted, Confuse the Cat, Krakow, Drive Like Maria, The Shovels, Het Nationaal Orkest van Meulenberg

### Zaterdag 19/8

#### Main Stage
Daft Punk, Placebo, Arctic Monkeys, HIM, Lostprophets, Eagles of Death Metal, Nick Oliveri & The Mondo Generator

#### Marquee
Belle & Sebastian, Yeah Yeah Yeahs, Zita Swoon, !!!, 65 Days of Static, Midlake, Pete Philly & Perquisite, Fence

#### Dance Hall
Hotel Persona DJ, Mylo, Coldcut, Technasia, Kelley Polar, Planet Pendulum, Motor, Para One, Lotterboys

#### Skate Stage
Pennywise, Coheed and Cambria, Against Me!, Panic! at the Disco, The Maple Room, The Sedan Vault, Backyard Babies, My Awesome Compilation

#### Boiler
DJ Hell, Erol Alkan, Justice, Tiefschwarz, Joris Voorn, Lindstrom & Prins Thomas, DJ 4T4

#### Club
Broken Social Scene, Hot Chip, Alice Russell (afgezegd), Yonderboi, Cursive, Joan As Police Woman, The Rogers Sisters, Gang Gang Dance

#### Wablief
Think of One, Goose, Hitch, Amenra, Foxylane, Officer Jones And His Patrol Car Problems, Death Before Disco
Locatie: terreinen langs de Kempische Steenweg in Hasselt-Kiewit.

## 2005
Nick Cave & The Bad Seeds, Pixies, The Prodigy, Basement Jaxx, Franz Ferdinand, Korn, Marilyn Manson, Alkaline Trio, Apocalyptica, Arcade Fire, Bad Religion, Danko Jones, Darren Emerson (dj), Dropkick Murphys, Fischerspooner, Goldfrapp, Good Charlotte, Heather Nova, LCD Soundsystem, Millionaire, Morcheeba, Nightwish, Ozark Henry, Róisín Murphy, Röyksopp, Sophia, Stereo MC's, Superdiscount 2 (live), The Coral, The Hives, The Roots, Timo Maas, Zornik, !!!, 't Hof Van Commerce, 12 Tribes, A, A Life Once Lost, Absynthe Minded, Adam Green, Amp Fiddler, Amplifier, Annie, Arsenal, Art Brut, Audio Bullys, Blood Brothers, Bonnie "Prince" Billy & Matt Sweeney, Boom Bip, Brainpower, Bugz In The Attic, Carl Craig, Chimaera & guests, Coem, Coheed And Cambria, Confuse The Cat, D'Stephanie ft. MC Philippo, De Brassers, De Jeugd van Tegenwoordig, De Mens, de Portables, Dead Fly Buchowski, Death From Above 1979, DeLaVega, Derrick May, DJ Andy Barlow (Hip Optimist), DJ Iridium, Ed & Kim, Editors, El Guapo Stuntteam, El Pus, Ellen Allien, Emanuel, Emilíana Torrini, Engineers, Every Time I Die, Ewan Pearson, Fennesz, Fort Minor, Four Tet, Freeform Five, Freshly Ground, Funeral Dress, Gabriel Rios, Geschmacksverstärker, Ghinzu, Gliss, Goldie Lookin' Chain, Heideroosjes, Hip Optimist, Hollywood Porn Stars, Hot Hot Heat, Hulk, Infadels, Ivan Smagghe, Jamie Lidell, Jan Van Biesen (dj), Jimmy Chamberlin Complex, Johnny Panic, Jori Hulkkonen, Juliette & The Licks, K-OS, Kaiser Chiefs, Kamagurka, Kano, Köhn, Lady Saw, Lady Sovereign, Ladytron, Limbo Hop vs. DJ 4T4, Double Peaz Plexus Wolfface, Little Barrie, London Electricity, Madensuyu, Matthew Herbert & Dani Siciliano, Maxïmo Park, Michael, Chimaera, Mayer, Millionaire Soundsystem, Mint, Miss Kittin (dj, live), Mocky, Monza, Mouse On Mars, Murdock, MxPx, Nid & Sancy, Nine Black Alps, No Use For A Name, Nostoc vs. Squadra Bossa DJs (Buscemi & Livingstone), Off The Record, Opgezwolle, Patrick Wolf, Peter Pan Speedrock, Petersonic, Riton, Saybia, Severance, Shameboy, Skitsoy, Social Distortion, Sons And Daughters, Soulwax Nite Versions, South San Gabriel, Styrofoam, T.Raumschmiere, The Blue Van, The Bravery, The Datsuns, The Departure, The Dwarves, The Explosion, The Futureheads, The Glimmers, The Go! Team, The Hackensaw Boys, The Hacker (dj, live), The Killbots, The Magic Numbers, The Mitchell Brothers, The Most Amazing Show, The Narrow, The National, The Others, The Polyphonic Spree, The Posies, The Raveonettes, The Robocop Kraus, The Subways, The Toy Dolls, Tidal Waves, Tiga (dj), Tom Vek, Towers Of London, TTC, Ultrasonic7, Vandal X, Venerea, VHS Or Beta, Vincent Gallo, Vitalic, Viva Voce, Whitey, WhoMadeWho, Wighnomy Brothers, Zinc & Jenna G, Zzz.
Locatie: terreinen langs de Kempische Steenweg in Hasselt-Kiewit.

## 2004
Faithless, The Chemical Brothers, The White Stripes, 50 Cent, Deus, Soulwax, The Darkness, The Offspring, The Streets, Velvet Revolver, DKT/MC5, Felix Da Housecat, Groove Armada, Papa Roach, Stereo MC's (dj), The Dandy Warhols, Tiësto, Within Temptation, 2manydjs, A Brand, Adam Freeland (dj), ADHD, Agoria (dj), Alter Ego, Amy Winehouse, Andy Fletcher, Archive, Arsenal, Ash, Auf Der Maur, Beatsteaks, Blanche, Bloc Party, Blonde Redhead, Bloodhound Gang, Blues Lee + Albert Frost, Boo!, Brothers Of Peace, Buck 65, Buscemi, Cass McCombs, Cast-Down, Chicks On Speed, Christian Kleine, Circle, Client, Colour Of Fire, Cornflames, de Portables, Dead Combo, Delays, DAAU, Dillinger Escape Plan, Dizzee Rascal, DJ Diepvries, DJ Krush, DJ Marky, DJ Sandeman, DJs Big Train White Jazz & Black Belt Jones, DJs Gonzo Circus, Dr. Lektroluv, El Gran Silencio, Elbow, Everlast, Ez3kiel, Face Tomorrow, Favez, Feist, Fifty Foot Combo, Flatcat, Flogging Molly, Fokofpolisiekar, Franz Ferdinand, Freestylers, Funkstörung, Gabriel Rios, Ghinzu, Girls in Hawaii, Goldfinger, Graham Coxon, Grand National, Gravenhurst, Her Space Holiday, Hitch, Hopesfall, Hundred Reasons, I Am Kloot, Internationals, Jan Van Biesen (dj), Joanna Newsom, Junior Jack & Kid Crème (dj), Kaizers Orchestra, Kammerflimmer Kollektief, Keane, Kelis, Kid 606, Kid Suda, Kings Of Leon, Kolya, Lady Lite (dj) & MC Mary Jane, Lady Vortex (dj), Lambchop, LCD Soundsystem, Luciano, Magnus (dj), Marco Bailey, Mark Lanegan, Mauro Pawlowski & The Grooms, Max Normal, McLusky, Mike Patton & Rahzel, Mint, Miss Elorak (dj), Miss Kittin (dj, live), Moiano, Mondo Generator, Mono, Monsoon, Monza, Mr. Vegas, Mylo, Nailpin, Neneh Cherry, Nid & Sancy, Oceansize, Peaches, Phoenix, Plaid featuring video by Bob, Razorlight, Ricardo Villalobos, Roger Sanchez (dj), Roni Size, Rude Boy Paul, Scissor Sisters, Seelenluft, Silverene, Spacid (dj), Spektrum, Starski & Tonic (dj), Stijn, Tali, The Bronx, The Bug, The Cribs, The Dirtbombs, The Distillers, The Killbots, The Killers, The Kills, The Most Amazing Show, The Slackers, The Twilight Singers feat. Greg Dulli, The Zutons, Thesele Company, Thou, Triggerfinger, Tumi And The Volume, Ultrasonic 7, Urge Overkill, Wablief Allstars, Young Heart Attack, Zornik.
Locatie: terreinen langs de Kempische Steenweg in Hasselt-Kiewit.

## 2003
Massive Attack, Foo Fighters, Limp Bizkit, Beck, Dave Clarke, DJ Cajmere, Eels, Fischerspooner, Grandaddy, Lamb, Less Than Jake, Michael Franti And Spearhead, Mogwai, PJ Harvey, Rancid, Staind, Starsailor, Suede, Sum 41, Alkaline Trio, Sparta, Spooks, The Coral, 2manydjs, A.F.I., Adema, Adult., Alien Ant Farm, Anti-Flag, Apparat Organ, Arsenal, Atomizer, Audio Bullys, Billy Talent, Blackalicious, The Blood Brothers, Boysetsfire, Brekbit, Colder, Cave In, Cex, DAF, Damien Rice, Danger Mouse & Jemini, Dead Man Ray, Devendra Banhart, Dillinja & Lemon D, DJ C1, DJ Format, DJ Hell, DJ Leno, DJ Sneak, Donna Summer, Echoboy, El Tattoo Del Tigre, Electric Six, Erol Alkan (Boys Noize Records Stage), Fat Truckers, Flint, Flipo Mancini, Gamorah Sound, Gazzoleen, Godezza, Goldfrapp, Grand Buffet, GusGus, Heideroosjes, Hell Is For Heroes, Hot Hot Heat, IMA Robot, InMe, Jan Van Biesen (dj), Junkie XL, Kelly Osbourne, Kosheen, Lady Vortex (dj), Ladytron, Lagwagon, Lefto & Castro, LFO (dj), Lucky 7, Luomo, Mad Caddies, Mandozza, Martin Matiske (dj), Matchbook Romance, Mint Royale, Natacha Atlas, Pennywise, Peter Pan Speedrock, Poison the Well, Pretty Girls Make Graves, Radian, Radio 4, Redman, Reel Big Fish, Richie Hawtin, Saves the Day, Sister Bliss, Ska-P, Slovo, Soledad Brothers, Soon, South San Gabriel, Spinvis, Squadra Bossa feat. Buscemi, Stamina MC (with DJ Marky), Starfield Season, Styrofoam, Super Numeri, System-D (dj), Terence Fixmer (dj), The All-American Rejects, The Ataris, The Black Keys, The Datsuns, The Eighties Matchbox B-Line Disaster, The Hacker (dj, live), The Kills, The Majesticons feat. Mike Ladd, The Mars Volta, The Matthew Herbert Big Band, The Polyphonic Spree, The Rapture, The Raveonettes, The Teenage Idols, The Vandals, ThisGIRL, Thrice, Tiga (dj), Tujiko Noriko, Turin Brakes, Vladislav Delay, Vue, Wire, Youngblood Brass Band.
Locatie: terreinen langs de Kempische Steenweg in Hasselt-Kiewit.

## 2002
Guns N' Roses, Jane's Addiction, Korn, Underworld, DJ Shadow, Nickelback, Suede, 16 Horsepower, NOFX, Puddle Of Mudd, Sick Of It All, Stereo MC's, The Breeders, Change feat. Mr C, Disturbed, Hundred Reasons, Praga Khan, Seb Fontaine, The Jon Spencer Blues Explosion, 't Hof Van Commerce, ...And You Will Know Us By The Trail Of Dead, .Calibre, 22-Pistepirkko, 2manydjs, A, Adam Freeland (dj), Akufen, Alice Rose, Andrew W.K., Aphex Twin (dj), Arthur Baker, Asheton, Asheton, Mascis & Watt, Badmarsh & Shri, Bauchklang, Black Rebel Motorcycle Club, Bongo Maffin, The Bouncing Souls, Brainpower, Buscemi, Circle, Custom, Danko Jones, Darren Emerson (dj), Def Jux label special, Deviate, DJ Big Train & DJ White Jazz, DJ Krust, DJ Leno, DJ Wontime, Donots, Dot Allison, Ekova, Enon, FC Kahuna, Felix Laband, Fenix TX, Filter, Firewater, Five Days Off, Flogging Molly, Fred Nasen (dj), Frenzal Rhomb, Freq Nasty, Gonzales, Gotan Project, Green Lizard, Hot Water Music, Ikara Colt, Interpol, Jaga Jazzist, Jah Wobble & The Temple Of Sound, Jamie Lidell, Jan Van Biesen (dj), Jaya The Cat, Jazzanova, Jimmy Eat World, Joseph Arthur, Junkie XL, Killa Kela, Koop, Kreidler, Lali Puna, Layo & Bushwacka!, Leaves, Lemon, Lemon Jelly, Luke Slater, Luke Vibert (dj), Luomo (dj), Magnus (dj), Max Tundra, Maximilian Hecker, McLusky, Midtown, Millionaire, Miss Kittin & The Hacker (live), Moodphase5ive, Motorpsycho, Myslovitz, New End Original, New Found Glory, Nid & Sancy, No Use For A Name, Orange Black, Ozark Henry, Pretty Girls Make Graves, Programme, Prong, Queen Of Japan, Reel Big Fish, Rinôçérôse, Rival Schools, Rothko, Röyksopp, Rubin Steiner, Russian Percussion, Saian Supa Crew, Saybia, Scarrots, Schneider TM, Serafin, Shorty & Ricky D, Shy FX, Sneaker Pimps, Sparta, Speedy J, Starbot Ensemble, Starfighter, Stereo Total, Super Collider, Télépopmusik, Terminalhead, The Bees, The Cooper Temple Clause, The D4, The Dandy Warhols, The Get Up Kids, The Icarus Line, The Music, The Notwist, The Pattern, The Spirit That Guides Us, Thou, Thursday, Tiga (dj), Timo Maas, Trust Company, Ultrasonic, Vandal X, Vega4, Vendetta Red, Vex Red, Vue, Within Temptation, X-Press 2.
Locatie: terreinen langs de Kempische Steenweg in Hasselt-Kiewit.

## 2001
Orbital, Papa Roach, The Prodigy, Muse, Sisters Of Mercy, Tricky, Xzibit, 3 Doors Down, Andy C, Eels, Fear Factory, Green Velvet, Guided By Voices, Heather Nova, Heideroosjes, Mercury Rev, Michael Franti and Spearhead, Mogwai, Nelly Furtado, Richie Hawtin, Sparklehorse, Spooks, Stone Temple Pilots, The Avalanches, (Hed) Pe, ...And You Will Know Us By The Trail Of Dead, 28 Days, 311, Agent Sumo, Aka Moon, Alien Ant Farm, Anyone, Bastian, Beulah, Bit Meddler, Boenox, Boy Hits Car, Brainpower, BS2000, Buscemi, Canibus, Chitlin' Fooks, Cut La Roc, de Portables, DAAU, Dislocated Styles, DJ Big Train & DJ White Jazz, DJ Leno, DJ Marky, DJs Aim Records, Dom & Roland, Dropkick Murphys, Ed & Kim, Elbow, Fireside, Four Tet, Galacticamendum, Gloss, Gore Slut, Gwenmars, Hopewell, Howie B, Hypnoskull, I Am Kloot, Jan Van Biesen (dj), Ken Ishii, Killah Priest, Kim Cascone, Kosheen, Krushed 'n' Sorted, Lady Vortex (dj), League Of Extra Ordinary Gentlemen, Less Than Jake, Lift To Experience, Live, Llorca, Madrugada, Main, Mark B & Blade, Marumari, Max Normal, Mescalito, Miles, Millionaire, Mo Solid Gold, Mouse On Mars, My Vitriol, Natalia M. King, Ovil Bianca, Oxide & Neutrino, Ozark Henry, Paul Daley (dj), Phoenix, Pilote, Ping Pong Bitches, Placebo, Plump DJs, Postmen, Powderfinger, Queens Of The Stone Age, Randall, Reamonn, Red Snapper, Rocket From The Crypt, Rolando (dj), Röyksopp, Sahara Hotnights, Saliva, Six By Seven, Slam, Sophia, South, Spearhead, Staind, Stanton Warriors, Starflam, Starsailor, Stephen Malkmus, Sunzoo Manley, Superheroes, The Ataris, The Bays, The Folk Implosion, The Heartaches, The Hives, The Living End, The Locust, The Moldy Peaches, The Vandals, Think Of One, Thom Revolver, Total Science, Turin Brakes, TY & DJ Bizznizz, Uman, Undeclinable, Voodoo Glow Skulls, Wevie Stonder, Wicona Airbag, Wookie, Zebrahead, Zero 7, Zoot Woman, Zornik.
Locatie: terreinen langs de Kempische Steenweg in Hasselt-Kiewit.

## 2000
Cypress Hill, Reprazent, Underworld, Bentley Rhythm Ace, DJ Krust, Les Rythmes Digitales, Luke Slater, St. Germain, Superfunk, Bad Company, Chicks On Speed, DJ Die, DJ Touche, Jacknife Lee, Junkie XL, Kelis, Matrix, Rinôçérôse, Roger Sanchez (dj), Super Collider, ABN, Amen, An Pierlé, Andre Williams, Arovane, B. Fleishmann, B. Franklin, Badly Drawn Boy, Black Eyed Peas, Black Uhuru with Sly & Robbie, Blonde Redhead, Boo!, Boss Hog, Brasse Vannie Kaap, Buscemi, Calexico, Coldplay, Cornflames, Daan, Das Pop, De La Soul, De Puta Madre, Dirty Three, DJ Leno, Doves, Feeder, Fence, Galacticamendum, Géographique, Gerrit Kerremans (dj), Geschmacksverstärker, Grandaddy, Herrmann & Kleine, Home, Hooverphonic, Ian Pooley (dj), Janez Detd., Josh Wink, K's Choice, Köhn, Kosheen, KPT.Michi.Gan, Kurt Ralske, Limp Bizkit, Looplizard, Marrakech Emballages, Mauro, Motorpsycho, Mr. Bungle, Nerf Herder, New Bomb Turks, No Use For A Name, North Mississippi Allstars, Osdorp Posse, Phonem, Pietasters, Pinback, Placebo, PN, Queens Of The Stone Age, Reverend Horton Heat, Rollins Band, Sigur Rós, Slipknot, Styrofoam, Supersuckers, Synthemes, The Creators, The Get Up Kids, The Herbaliser, The Levellers, Therapy?, Thou, Tipper, Titan, V.O. Vision, Ween, Zen Guerrilla.
Locatie: terreinen langs de Kempische Steenweg in Hasselt-Kiewit.

## 1999
Orbital, Red Hot Chili Peppers, The Offspring, Suede, The Jon Spencer Blues Explosion, Zita Swoon, Biohazard, Dead Man Ray, Grooverider, Jon Carter (dj), Kula Shaker, Leftfield DJs feat. MC Chesire, No Fun At All, Paul Oakenfold (dj), Richard Dorfmeister, Roger Sanchez (dj), Sebadoh, Sick Of It All, Silverchair, Sneaker Pimps, Soulwax, Sugarhill Gang, The Flaming Lips, 't Hof Van Commerce, 59 Times The Pain, A, Bailey, Basement Jaxx, Bjorn, Cinérex DJs, Coldcut, Cornelius, Daan, David Holmes (dj), Deejay Punk Roc, Derrick May, DJ Die, DJ Krust, DJ Shadow, DJ Storm, Doc Scott, Dog Eat Dog, Dom & Roland, Doo Rag & Bob Log III, Ed Rush, Freq Nasty, Gang Starr, Gay Dad, Goldie, Good Riddance, Heideroosjes, Ink (dj), James Holroyd, JMX, Johnny Dowd, Justin Robertson, Ken Ishii, Lemon D & Dillinja, Liquido, Lit, Lite, Luscious Jackson, Masters Of Reality, MC Justiyc & MC Flux, MC Kela, Mitsoobishy Jacson, Optical, Orgy, Ozark Henry, Paul Bleasdale (dj), Penthouse, Postmen, Public Enemy, Randall, Reiziger, Scratch Perverts, Seb Fontaine, Skinny, Smog, Sparklehorse, Steve Wynn, The Beta Band, The Living End, The Notwist, The Pharcyde, The Slackers, The Vandals, Will White.
Locatie: terreinen langs de Kempische Steenweg in Hasselt-Kiewit.

## 1998
Portishead, PJ Harvey, Beastie Boys, Green Day, Dog Eat Dog, Afghan Whigs, Bad Religion, Deftones, Goldie, Incubus, Laurent Garnier, Rancid, Soul Coughing, Cappadonna, Dave Angel, Elliott Smith, Evil Superstars, Fatboy Slim, Fun Lovin' Criminals, Girls Against Boys, Green Velvet, Grooverider, Jurassic 5, Lagwagon, Luke Slater, Mogwai, Money Mark, Monster Magnet, No Means No, Richie Hawtin presents Plastikman live, Swell, The Specials, 't Hof Van Commerce, ABN, Alex Gifford, Basement Jaxx, Boom Boom Satellites, Catherine Wheel, Cherry Poppin' Daddies, CIV, Cornershop, Dead Man Ray, Deejay Punk Roc, DAAU, DJ Scissorkicks, Drugstore, Dust Junkies, Flowers For Breakfast, Fu Manchu, Gomez, Grandaddy, H-Blockx, Hardknox, Howie B, Jan Van Biesen (dj), Junkie XL, Kent, Length Of Time, Lux Janssen (dj), MxPx, No Use For A Name, Orange Black, Pills, Pitchshifter, Queens Of The Stone Age, Ramp Records Crew, The Rasmus, Save Ferris, Scott 4, Spiritualized, Springbok Nude Girls, Starflam, The Dandy Warhols, The Jesus Lizard, The Smooths, The X-Ecutioners, Unwritten Law, Vandal X, Warm Jets.
Locatie: terreinen langs de Kempische Steenweg in Hasselt-Kiewit.

## 1997
Metallica, Bush, The Chemical Brothers, Dinosaur Jr., Dog Eat Dog, Eels, Foo Fighters, Pavement, The Orb, 3 Colours Red, Bloodhound Gang, Incubus, Marilyn Manson, Rammstein, The Jon Spencer Blues Explosion, Zita Swoon, 16 Horsepower, Amon Tobin (dj), Andrew Dorff, Aphrodite (producer), Babybird, Be, Bis, Bjorn, Blink-182, Blonde Redhead, Dance Hall Crashers, Darren Emerson (dj), Dave Clarke, Death In Vegas, Descendents, Down By Law, Finley Quaye, Fluke, Fountains Of Wayne, Fuck, Gore Slut, GusGus, Headrillaz, James Hardway, Janez Detd., Jimi Tenor, Junkster, Limp Bizkit, Lowpass, Lunatic Calm, Lux Janssen (dj), Manbreak, Motorpsycho, One Inch Punch, Pennywise, Reprazent, Royal Crown Revue, Samiam, Shanks, Sick Of It All, Silver Sun, Sneaker Pimps, Snuff, Summercamp, Swell, Symposium, The Aloof, Tonic, Uncle Meat, Veruca Salt, You Am I.
Locatie: terreinen langs de Kempische Steenweg in Hasselt-Kiewit.

## 1996
Nick Cave & The Bad Seeds, Sonic Youth, Garbage, The Offspring, Deus, Tricky, Ken Ishii, Los Lobos, Barkmarket, Bush, Downset, Fun Lovin' Criminals, Ice T, Lagwagon, Supergrass, The Posies, Tortoise, Urban Dance Squad, Weezer, 12 Rounds, 16 Horsepower, 808 State, Agent Provocateur, Ash, Butthole Surfers, Dave Clark, De Puta Madre, Die Anarchistische Abendunterhaltung (DAAU), Eat Static, Everclear, Evil Superstars, Feeder, Girls Against Boys, Gwyllions, Imperial Drag, Jon Carter (dj), Korn, Lamb, Lionrock, Millencolin, Osdorp Posse, Placebo, Prong, Rocket From The Crypt, Ruby, Satanic Surfers, Seaweed, Sebadoh, Sneaker Pimps, Social Distortion, Soul Coughing, Soulwax, Sparklehorse, Steve Howard (dj), The Curious Company Performers, Tracy Bonham.
Locatie: terreinen langs de Kempische Steenweg in Hasselt-Kiewit.

## 1995

### Vrijdag 25 augustus
Neil Young, Foo Fighters, White Zombie, Mudhoney, Stone Cutters, Reef, James Hall.

### Zaterdag 26 augustus

#### Main Stage
Smashing Pumpkins, Soundgarden, Hole, Buffalo Tom, Kyuss, NOFX, Monster Magnet, Swans, The Melvins, Channel Zero.

#### Marquee
Radiohead, Beck, Shellac, No Fun At All, Pennywise, Lordz Of Brooklyn, Silverchair, Guided By Voices, Sugar Ray, Ash, Sponge, Vent, Geraldine Fibbers.

#### Dance Hall
The Prodigy, Chemical Brothers, Transglobal Underground, Renegade Soundwave, Dreadzone.
Locatie: terreinen langs de Kempische Steenweg in Hasselt-Kiewit.

## 1994

#### Main Stage
Red Hot Chili Peppers, The Levellers, Cypress Hill, Frank Black, Afghan Whigs, Rollins Band, Lemonheads, Helmet, Biohazard, Pavement.

#### Marquee
Morphine, Senser, dEUS, The Jesus Lizard, Quicksand, Tindersticks, Victims Family, FFF, Dig, The Tea Party, Stabbing Westward, Mother Tongue, Candlebox, Barkmarket, G. Love & Special Sauce, Papa Brittle.

#### Dance Hall
Biosphere, Underworld, Gary Clail, Tekton Motor Corporation, Ulanbator.
Locatie: terreinen langs de Kempische Steenweg in Hasselt-Kiewit.

## 1993

#### Main Stage
Iggy Pop, Front 242, Porno for Pyros, Rage Against The Machine, Primus, Smashing Pumpkins, The Breeders, Butthole Surfers, Ned's Atomic Dustbin, The God Machine.

#### Marquee
Stone Temple Pilots, Consolidated, Noir Désir, Adorable, The Goats, Tool, The Verve.
Locatie: terreinen langs de Kempische Steenweg in Hasselt-Kiewit.

## 1992
The Sisters Of Mercy, Nick Cave and the Bad Seeds, Teenage Fanclub, Urban Dance Squad, Magnapop, Beastie Boys, Public Enemy, Kingmaker, Babes In Toyland.
Locatie: terreinen langs de Kempische Steenweg in Hasselt-Kiewit.

## 1991
The Ramones, The Pogues, Frank Black, Sonic Youth, The House of Love, Dinosaur Jr., An Emotional Fish, Ride, Nirvana.
Nirvana opende het festival in plaats van de eerder aangekondigde Limbomaniacs die hun show annuleerden.
Locatie: terrein bij Kinderboerderij van Hasselt-Kiewit.

## 1990
Nick Cave and the Bad Seeds, The Cramps, Faith No More, Buzzcocks, Billy Bragg, Rollins Band, Mudhoney, Beasts of Bourbon, The Paranoiacs.
Locatie: vliegveld Sanicole in Hechtel.

## 1989
Pukkelpop 1989 werd afgelast omdat headliners The Sugarcubes en New Order door een misverstand op de verkeerde datum geboekt werden en hierdoor afzegden. Ook Red Hot Chili Peppers zouden dat jaar gespeeld hebben.

## 1988
The Triffids, The Jesus and Mary Chain, Ramones, The Screaming Blue Messiahs, The Wedding Present, Three Wize Men, Union Carbide Productions.
Locatie: vliegveld Sanicole in Hechtel.

## 1987
Toots & the Maytals, The Mission, Wire, Sonic Youth, The Fuzztones, Big Black, Nitzer Ebb.
Locatie: voetbalveld Excelsior Heppen (Leopoldsburg).

## 1986
Yellowman, DAF, Skyblasters, Arno, Virgin Prunes, Red Guitars, Executive Slacks, Cassandra Complex
Joe Cairo & the April B.C. Currycats en (We've got a) Fuzzbox (and we're gonna use it) annuleerden. Yellowman werd op het laatste moment aan de line-up toegevoegd.
Locatie: voetbalveld Excelsior Heppen (Leopoldsburg).

## 1985
Anne Clark, Front 242, Jah Music International, Anna Domino, The Neon Judgement, La Cosa Nostra, Ostrogoth.
Locatie: voetbalveld Excelsior Heppen (Leopoldsburg).